# Hjalmar Hjorth Boyesen
Hjalmar Hjorth Boyesen (Frederiksvärn, 1848. szeptember 23. – 1895. október 4.) norvég filológus.

## Élete
Christianiában (a mai Oslóban) főleg modern nyelveket tanult. Még fiatalon kivándorolt Észak-Amerikába, és a New York-i Columbia College-ban tanári állást töltött be. Novellái jelentek meg angol és norvég nyelven.

## Fő művei
- A Norteman's pilgrimage;
- Tales from two hemisphere's (1879);
- Queen Titania (1880);
- A slaughter of the Philistines (társadalmi regény 1883);
- Falconberg stb.

Lantos költeményeit 1881. összegyűjtve is kiadta: Idyls of Norvay and other poems cimen. Norvég anyanyelvén később csak egy önálló munkát irt: Göthe og Schiller. Goethe Faustjáról irt tanulmányait Heinrich Gusztáv magyarra fordította (Budapest 1888). 1892-ben jelent meg tőle: Essays on German Literature (London).

## Magyarul
- Goethe Faustja; ford. Heinrich Gusztáv; Akadémia, Bp., 1888 (A Magyar Tudományos Akadémia Könyvkiadóvállalata)
- Commentar Goethe Faustjának első részéhez; angolból ford. Popini Albert; Fischer Fülöp Ny., Nagykanizsa, 1888
- Elfrida és egyéb amerikai elbeszélések; ford. Schöpflin Aladár / Hjalmar Hjorth Boyesen: Elfrida / Frank R. Stockton: Aszaf / Mary S. Andrews: A kormányzó felesége; Franklin, Bp., 1903 (Szépirodalmi könyvtár)
- Goethe Faustja; ford. Csiky Gergely; Franklin, Bp., 1915 (Olcsó könyvtár)